# Mikó László (gazdasági szakíró)
Oroszfáji Mikó László (Jedd, 1897. június 22. – Marosvásárhely, 1983. szeptember 27.) erdélyi magyar jogász, politikus, gazdasági szakíró, 1940–44 között Maros-Torda vármegye főispánja. Mikó István apja.

## Életútja
Középiskolát a marosvásárhelyi Római Katolikus Főgimnáziumban (1915), jogot a Ferenc József Tudományegyetemen végzett (1919). Nyárádszentlászlói családi birtokán gazdálkodott. Az Erdélyi Gazdasági Egyesület (EGE) és az Országos Magyar Párt (OMP) vezetőségi tagja, a Maros megyei Földműves Szövetség elnöke, a Hitelszövetkezetek Szövetségének igazgatósági tagja. Az Antonescu-diktatúra idején a Legfelső Nemzeti Tanács tagja (1939), a bécsi döntés után Maros megye főispánja (1940–44). Magyarország német megszállása után a zsidó-törvények elleni tiltakozásul lemondott.
A második világháború után részt vett Szász Pál oldalán az Erdélyi Gazdasági Egyesület (EMGE) újjászervezésében. A kommunista hatalom idején előbb kényszermunkára küldték a békási munkatelepre (1952–53), majd egy politikai perben (Szoboszlay-per) elítélték és börtönbe vetették (1957–64).
Az Erdélyi Gazda szerkesztőbizottsági tagja, gazdasági jellegű írásait a Keleti Újság, Brassói Lapok, Ellenzék, Székely Szó, Országépítő, Erdélyi Gazda közölte.